# Плещеев, Дмитрий Михайлович
Дми́трий Миха́йлович Плеще́ев (умер в 1561 году) — воевода, отец Ивана Дмитриевича Плещеева-Колодки и сын Михаила Андреевича Плещеева, который в 1532 году дал великому князю Василию III запись о продолжении службы государю и его детям «верно, усердно и без всякой измены».
Д. М. Плещеев вместе со своим отцом и с братом Фёдором:
…целовал на всем том, как написано в записи, честный и животворящий крест у гроба святого великого чудотворца Алексия.

## Биография
Дмитрий Плещеев в 1549 году был воеводой в передовом полку в Коломне, а в 1552 году, когда войска собрались там перед Казанским походом, он был вторым воеводой в левой руке. При осаде Казани Плещеев должен был ударить в Тюменские ворота, в помощь воеводе князю Дмитрию Ивановичу Микулинскому.
В 1554 году он четвёртый воевода в Казани, был в сторожевом полку в походе против удмуртов.
В 1555 году прислан к царю Ивану IV боярином князем Иваном Фёдоровичем Мстиславским с известием о действиях воевод, посланных на луговую сторону против марийцев. В том же году царь отправил воевод с 13 тысячами войска против крымского хана Девлет Герая, чтобы отогнать крымские стада из Мамаевых лугов, с Перекопа, воеводой сторожевого полка в этом походе был Плещеев.
В 1556 году он был воеводой сторожевого полка в Серпухове и в Тарусе, в 1557 и 1559 годах — воевода в левой руке в Калуге, в 1558—1559 годах упоминается в духовном завещании Дмитрия Григорьевича Плещеева, который взял у него чалого коня за 10 рублей. В 1559 году окольничий и второй воевода в Свияжске.
В 1564 году — второй воевода в правой руке на Великих Луках. В 1565 году — воевода в сторожевом полку в Ржеве, после чего ему было велено идти в Дорогобуж и в Смоленск.

## Семья
Жена Дмитрия Плещеева Анна умерла в 1552 году. Известны их трое детей:
- Иван Колодка (?—ум. после 1603) — воевода в Полоцке (1564), Калуге (1568) и в Муроме (1583), московский дворянин (1587).

- Елена — жена казначея Ивана Васильевича Траханиотова.

- дочь (неизвестная по имени) — жена Петра Ивановича Всеволожского.